# 김태련 (1929년)
김태련(金泰鍊, 1929년 11월 7일 ~ 2006년 11월 2일)은 대한민국의 조직폭력배이다. 고대생 습격 사건에 참여했으며, 1961년 동대문파가 검거될 때 본인도 검거되었으나 대학 동기들의 도움으로 석방되었다. 이후 2006년에 뇌출혈로 사망했다.

## 김태련이 등장한 작품
- 《무풍지대》(1989) (배우: 김성일)
- 《야인시대》(2002) (배우: 호산)